# Kikuchi Kan
Hiroshi Kikuchi (菊池 寛?, Kikuchi Hiroshi, conosciuto con lo pseudonimo di Kikuchi Kan; Takamatsu, 26 dicembre 1888 – Tokyo, 6 marzo 1948) è stato uno scrittore e autore giapponese.
Ha fondato la casa editrice Bungei Shunjū, il mensile omonimo, l'Associazione degli scrittori giapponesi, oltre a istituire il Premio Naoki per la letteratura popolare, il Premio Akutagawa per autori emergenti e il Kikuchi Kan Prize per onorare gli autori più maturi nel panorama letterario giapponese. È stato anche il capo della Daiei Motion Picture Company (oggi Kadokawa Pictures). Fortemente coinvolto nel mondo letterario dell'epoca, ha frequentato e sostenuto autori di rilievo. Per citarne alcuni, Ryūnosuke Akutagawa, Yasunari Kawabata e Riichi Yokomitsu.
Era accanito giocatore di Mahjong.

## Opere
- Okujō no Kyōjin (屋上の狂人?), Il matto sul tetto
- Chichi Kaeru (父帰る?)
- Mumei Sakka no Nikki (無名作家の日記?), 1918, Diario di un autore senza nome
- Tadanaokyō Gyōjōki (忠直卿行状記?) 1918, Il libro della vita del signor Tadanao
- Rangaku Kotohajime (蘭学事始?)
- Tōjūrō no Koi (藤十郎の恋?) 1919, L'amore di Tojuro
- Onshū no Kanata ni (恩讐の彼方に?) 1919, Oltre il sentimento dell'onore e della vendetta
- Shinju Fujin (真珠夫人?)
- Akai Hakucho 1927, Il cigno rosso
- Shohai 1932', Vittoria e sconfitta